# Malasia en los Juegos Olímpicos de Tokio 1964
Malasia estuvo representada en los Juegos Olímpicos de Tokio 1964 por un total de 61 deportistas, 57 hombres y 4 mujeres, que compitieron en 10 deportes.
El portador de la bandera en la ceremonia de apertura fue el atleta Kuda Ditta. El equipo olímpico malasio no obtuvo ninguna medalla en estos Juegos.